# 2,5-ジヒドロキシピリジン-5,6-ジオキシゲナーゼ
2,5-ジヒドロキシピリジン-5,6-ジオキシゲナーゼ（2,5-dihydroxypyridine 5,6-dioxygenase）は、ニコチン酸、ニコチンアミド代謝酵素の一つで、次の化学反応を触媒する酸化還元酵素である。
反応式の通り、この酵素の基質は2,5-ジヒドロキシピリジンとO2とH2O、生成物はマレアミド酸とギ酸である。補因子として鉄を用いる。
組織名は2,5-dihydroxypyridine:oxygen 5,6-oxidoreductaseで、別名に2,5-dihydroxypyridine oxygenase、pyridine-2,5-diol dioxygenaseがある。